# Law & Order: Trial by Jury (seizoen 1)
Dit artikel vat het eerste seizoen van Law & Order: Trial by Jury samen.

## Hoofdrollen
- Fred Thompson - officier van justitie Arthur Branch
- Bebe Neuwirth - uitvoerend officier van justitie Tracey Kibre
- Amy Carlson - hulp officier van justitie Kelly Gaffney
- Kirk Acevedo - onderzoeker voor O.M. Hector Salazar

## Terugkerende rollen
- Scott Cohen - rechercheur Chris Ravell
- Jerry Orbach - onderzoeker voor O.M. Lennie Briscoe
- Sam Waterston - Jack McCoy
- Candice Bergen - rechter Amanda Anderlee
- Aasif Mandvi - rechter Samir Patel
- Carey Lowell - rechter Jamie Ross
- David Lipman - rechter Morris Torledsky
- David Fonteno - rechter Derek Hafner
- Jessica Chastain - hulp officier van justitie Sigrun Borg
- Seth Gilliam - hulp officier van justitie Terence Wright
- David Clayton Rogers - hulp officier van justitie Ted Hearn

## Afleveringen
| Aflevering | Titel                      | Regisseur          | Schrijver(s)                | Selectie gastrollen | Uitzenddatum    |  |
| --- | -------------------------- | ------------------ | --------------------------- | --- | --------------- |  |
| 1 | The Abominable Showman     | Jean de Segonzac   | Dick Wolf                   | Annabella Sciorra - Maggie Dettweiler Tony Bill - Kurt Lascher Cady Huffman - Penny Sterba Lisa Emery - Lynn Blaylock Tom O'Rourke - Peter Behrens Ben Shenkman - Irv Kressel Donald Moffat - rechter Matthew Sherwood | 3 maart 2005    |  |
| Uitvoerend officier van justitie Tracey Kibre wil samen met haar collega Kelly Gaffney een arrogante Broadway producent vervolgen voor de moord op een actrice. Vanwege het ontbreken van fysiek bewijs en een lichaam, wordt dit een moeilijke zaak voor hen. Onderzoekers voor het O.M.Briscoe en Salazar moeten uitkomst bieden door het zoeken naar bewijs, terwijl de advocaat van de verdediging wil laten geloven dat het slachtoffer hield van een promiscue seksleven. |                            |                    |                             | |                 |  |
| 2 | 41 Shots                   | Caleb Deschanel    | Walon Green                 | Peter Coyote - Mike LaSalle Anthony 'Treach' Criss - Bruno Johnson Aliya Campbell - Amanda Johnson James Hanlon - rechercheur Hagen Burke Curtiss Cook - rechercheur Kwame Blakely | 4 maart 2005    |  |
| Wanneer een politieagent doodgeschoten wordt door een crimineel, moeten Kibre en Gaffney het feit onder ogen zien dat de politie 41 keer op de verdachte heeft geschoten. Tevens voert de advocaat van de verdachte aan dat de corruptie hoogtij viert bij de politie. De koers naar gerechtigheid verandert ineens als Kibre ontdekt dat de verdachte misschien een verklikker is voor een federale agent, en zij is ook bang dat de verdachte sympathie opwekt bij de jury als hij in verband met een rolstoel de rechtszaal binnen komt.                                                   |                            |                    |                             | |                 |  |
| 3 | Vigilante                  | Dwight H. Little   | David Wilcox                | Aidan Gillen - Jimmy Colby Mary Fogarty - Agatha Joynes Ron Orbach - Mike Lorraine Bracco - Karla Grizano James Murtaugh - rechter Addison Briggs Susan Blommaert - rechter Rebecca Steinman | 11 maart 2005   |  |
| Er wacht een onplezierige opdracht voor Kibre en Gaffney, als zij een pastoor moeten vervolgen die verdacht wordt van het vermoorden van een net vrijgelaten kindermisbruiker. De zaak neemt een rare wending als zij onderzoeken waarom zijn advocaat zo gepassioneerd de pastoor verdedigd. Als later de intenties van de kindermisbruiker onthuld wordt is Branch bang voor de negatieve publiciteit voor zichzelf en zijn departement. |                            |                    |                             | |                 |  |
| 4 | Truth or Consequences      | Constantine Makris | David Wilcox Walon Green    | Ebon Moss-Bachrach - Danny Wallace Peter Gerety - Dean Connors Ann Dowd - Karen Ames Patrick Collins - George Ames Adam LaVorgna - Carter McSherry Jeffrey DeMunn - professor Norman Rothenberg David Vadim - rechercheur Saunders | 18 maart 2005   |  |
| Nadat een jonge vrouw verkracht en vermoord wordt krijgen Kibre en Gaffney een drietal verdachten voor hun kiezen. Het betreft een drietal vrienden met inclusief een rijke jongen, een criminele jongen en de ex-vriend Danny van het slachtoffer. Als de aanklagers de verdachte tegen elkaar uit willen spelen vragen zij zich later af wie met wie speelt. Als het erop lijkt dat Danny het eerlijkste lijkt van de verdachten wil Kibre een afspraak voor strafvermindering met hem maken, maar zij maakt zichzelf wel zorgen dat Danny de jury wil manipuleren voor hun sympathie.      |                            |                    |                             | |                 |  |
| 5 | Baby Boom                  | Michael Pressman   | Pamela J. Wechsler          | Leslie Hendrix - dr. Elizabeth Rodgers Linda Emond - dr. Emily Downey Elisabeth Moss - Katie Nevins Isabel Glasser - Jean Nevins Geneva Carr - Talia Rawlings Bruce Davison - Peter Betts | 25 maart 2005   |  |
| Wanneer Kibre en Gaffney een kinderjuffrouw vervolgen voor moord op een baby, door het shakenbabysyndroom, komen zij veel weerstand bij de rechter tegen. De rechter blokkeert elke stap die zij willen maken en gebruikt al zijn macht om de verdediging te helpen. Kibre weigert het ontslagverzoek van Gaffney, om zo meer krediet te krijgen bij de rechter, en ontdekt dan dat de advocaat van de kinderjuffrouw haar zo goed geïnstrueerd heeft om zo twijfel te krijgen bij de jury over de verdachte.                                                                                 |                            |                    |                             | |                 |  |
| 6 | Pattern of Conduct         | Constantine Makris | Pamela J. Wechsler          | Clarke Peters - Rex da Silva Sherri Saum - Tiffany Jackson Damaine Radcliff - Kendall Jackson Ben Shenkman - Irv Kressel Marlyne Barrett - Diane Harris Michael Mulheren - rechter Harrison Taylor | 1 april 2005    |  |
| Wanneer Kibre en Gaffney een bekende basketballspeler willen vervolgen voor moord op zijn vriendin komen zij tal van obstakels tegen. Zij moeten langs de grand jury, een horde fans, de advocaat van de verdachte en de mooie vrouw van de verdachte, die haar man blijft steunen. Hoewel de verdachte meerdere vrouwen heeft mishandeld kunnen Kibre en Gaffney maar moeilijk iemand vinden die wil getuigen. De zaak wordt nog ingewikkelder als blijkt dat de verdachte in het jonge verleden zelfmoordpogingen heeft gedaan.                                                             |                            |                    |                             | |                 |  |
| 7 | Bang & Blame               | Caleb Deschanel    | Chris Levinson              | Jeff Perry - Andrew Soin John Scurti - politie telefonist Mudgett Sandra Daley - Althea Hill Felix Solis - Miguel Guzman Johanna Day - Jocelyn Webber Ranjit Chowdhry - Anji Reddy | 8 april 2005    |  |
| Wanneer een bankmedewerker een klant doodschiet en andere verwond wordt hij vervolgd door Kibre in de rechtbank. Hij lijkt geestelijk onstabiel en maakt het Kibre moeilijk als hij zichzelf gaat verdedigen in de rechtszaak. Hij beweert gehandeld te hebben door extreem emotionele stress door de tragische dood van zijn zoon. Door ouderwets speurwerk vinden Kibre en Gaffney echter gaten in de beweringen van de verdachte, en zo hopen zij te voorkomen dat de jury hem vrijspreekt.                                                                                                |                            |                    |                             | |                 |  |
| 8 | Skeleton                   | David Platt        | David Wilcox                | Richard Belzer - rechercheur John Munch Dennis Farina - rechercheur Joe Fontana Jesse L. Martin - rechercheur Ed Green S. Epatha Merkerson - hoofd recherche Anita Van Buren Debrah Farentino - Danielle Blair Ritchie Coster - Shane Lucas Jonathan Hogan - Everett Phelps Margarita Levieva - Stephanie Davis | 15 april 2005   |  |
| Deze aflevering is een vervolg op de aflevering Tombstone van Law & Order (seizoen 15, aflevering 20). Kibre vervolgt een crimineel voor de moord op een ex-politieagent en het verwonden van rechercheur Green. Als Kibre samenwerkt met rechercheur Fontana ontdekken zij dat hun hoofdverdachte ook een producent is van zogenaamde snuff films. Als de zaak fout dreigt af te lopen voor Kibre moet zij, om haar carrière te redden, uitvinden waarom de schietpartij plaats heeft gevonden.                                                                                              |                            |                    |                             | |                 |  |
| 9 | The Line                   | Richard Pearce     | Tony Phelan Joan Rater      | Philip Casnoff - hulp officier van justitie Nick Forster Wendell Pierce - dr. Richard Link Gabriel Casseus - Kenny Thompson David Aaron Baker - Todd Eckhart Judy Marte - Marisol Rodriguez Jaime Tirelli - Dario Rodriguez Peter McRobbie - rechter Walter Bradley | 22 april 2005   |  |
| Ondanks negatieve adviezen gaat Kibre een meervoudige moordenaar vervolgen, die eerder vrijgesproken werd door vervalste bewijzen. Een bange getuige dreigt roet in het eten te gooien, terwijl de manipulerende verdachte haar flink tegenwerkt met zijn advocaat. Ondanks deze tegenslagen hoopt Kibre dat zij de zaak voort kan zetten met de hulp van een getuige of forensische bewijzen. |                            |                    |                             | |                 |  |
| 10 | Blue Wall                  | Joe Ann Fogle      | Rick Eid                    | John Doman - Tim Grace Joseph Siravo - adjunct-chief Doug Conley Armand Schultz - federale aanklager Curtis Fuller Domenick Lombardozzi - politieagent Danny Petro Mike Colter - politieagent Billy Tolbert Susan Kelechi Watson - Jill Tolbert William Sadler - Paul Rice | 29 april 2005   |  |
| Wanneer een homoseksuele gevangene komt te overlijden door sodomie met een politieknuppel, wil Kibre twee politieagenten hiervoor vervolgen. Tijdens haar onderzoek wordt zij en haar rechercheurs flink tegenwerkt door de politie. Onder druk voor een veroordeling veroorzaakt een rechercheur van het O.M. meer problemen, als hij een verdachte en zijn familie wil beschermen door het verduisteren van belangrijke bewijzen. |                            |                    |                             | |                 |  |
| 11 | Day                        | Caleb Deschanel    | Chris Levinson Amanda Green | Christopher Meloni - rechercheur Elliot Stabler Mariska Hargitay - rechercheur Olivia Benson Diane Neal - hulp officier van justitie Casey Novak Nicholas Webber - hulp officier van justitie Ross Campbell Tamara Tunie - dr. Melinda Warner Carolyn McCormick - dr. Elizabeth Olivet Alfred Molina - Gabriel Duvall Angela Lansbury - Eleanor Duvall Bradley Cooper - Jason Whitaker Larry King - zichzelf Allan Miller - Ambrose Trillin | 3 mei 2005      |  |
| Deze aflevering is een vervolg op Night van Law & Order: Special Victims Unit (seizoen 6 aflevering 20). Kibre werkt samen met rechercheurs Benson en Stabler om een serieverkrachter te vervolgen. De slachtoffers die de verdachte in de loop van tijd gemaakt heeft worden flink geïntimideerd door zijn rijke en machtige moeder. Ondanks de intimidaties van de moeder en uitgesloten bewijzen, moet Kibre toch een manier vinden om de verdachte te berechten. Tot overmaat van ramp heeft de advocaat van de verdachte meer verrassingen in petto dat de zaak verder in gevaar brengt. |                            |                    |                             | |                 |  |
| 12 | Boys Will Be Boys          | Aaron Lipstadt     | Rick Eid                    | Giancarlo Esposito - Orlando Ramirez Victor Rasuk - Luis Ramirez Nancy Ticotin - Rosario Ramirez Rosa Arredondo - Ana Mendez Nestor Serrano - Pedro Yuan-Kwan Chan - advocaat | 6 mei 2005      |  |
| Kibre en Gaffney zijn verrast als een jongeman bekent een transseksueel te hebben vermoord, omdat hij ontdekte dat zij een hij was. Vlak hierna bekent de vader van de jongeman ook de moord, volgens hem uit zelfverdediging. Door deze twee bekentenissen wordt het Kibre en Gaffney moeilijk gemaakt om de werkelijke verdachte te vervolgen. Door krachtig optreden en het gebruik van legale trucs wil Kibre in de rechtbank uitvinden wie de dader is. |                            |                    |                             | |                 |  |
| 13 | Eros in the Upper Eighties | Joe Ann Fogle      | Chris Levinson              | Wendell Pierce - dr. Richard Link Stephen Beach - rechercheur Paul Youngren Lothaire Bluteau - Andres Voychek Tristine Skyler - Abigail Phillips Ron Silver - Bernie Adler Colman Domingo - Gus Johnson | 21 januari 2006 |  |
| Een bewoonster van een appartementencomplex in Upper East Side wordt aangevallen door een dakloze man. Zij wordt gered door de portier, en tijdens de redding doodt hij de dakloze man. Op het eerste gezicht wordt de portier als held behandeld, nog meer als het slachtoffer aangeeft dat zij al voor maanden gestalkt werd door haar aanvaller. Kibre en Gaffney gaan op onderzoek uit en komen er dan achter dat de portier toch niet zo’n held was als eerst werd aangenomen. |                            |                    |                             | |                 |  |